# Fagor (Radsportteam, 1966–1969)
Fagor, Fagor–Fargas war ein spanisches Radsportteam, das von 1966 bis 1969 bestand. Nicht zu verwechseln mit dem französischen Team Fagor-MBK oder dem von 1970 bis 1971 existierenden Team Fagor-Mercier-Hutchinson.

## Geschichte
Das Team wurde 1966 gegründet. Hauptsponsor von 1966 bis 1969 war der gleichnamige spanische Hersteller von Haushaltsgeräte, welcher Teil von der Genossenschaft Mondragón Corporación Cooperativa war. Nach der Saison 1969 löste sich das Team auf und fusionierte 1970 mit dem Team von Mercier zu Fagor-Mercier-Hutchinson.

## Erfolge
1966
- eine Etappe Tour de France
- vier Etappen Vuelta a España
- Gesamtwertung und zwei Etappen Setmana Catalana de Ciclisme
- Gesamtwertung und eine Etappe Andalusien-Rundfahrt

1967
- zwei Etappen und Bergwertung Vuelta a España
- Gesamtwertung und fünf Etappen Challenge Drink
- Gesamtwertung und zwei Etappen Andalusien-Rundfahrt
- zwei Etappen Valencia-Rundfahrt
- Vuelta a La Rioja
- Spanischer Meister – Straßenrennen

1968
- drei Etappen und Bergwertung Vuelta a España
- zwei Etappen Giro d’Italia
- Gesamtwertung und eine Etappe Setmana Catalana de Ciclisme
- Vuelta a La Rioja
- Gesamtwertung und zwei Etappen Valencia-Rundfahrt
- drei Etappen Andalusien-Rundfahrt
- Klasika Primavera de Amorebieta
- Arrateko Igoera
- Spanischer Meister – Straßenrennen

1969
- sechs Etappen und Bergwertung Vuelta a España
- eine Etappe Tour de Suisse
- Gesamtwertung und eine Etappe Setmana Catalana de Ciclisme
- Gesamtwertung und zwei Etappen Vuelta a La Rioja
- Katalonien-Rundfahrt
- Grand Prix Midi Libre

## Monumente-des-Radsports-Platzierungen
| Monument        | 1966 | 1967 | 1968 | 1969 |
| --------------- | ---- | ---- | ---- | ---- |
| Mailand–Sanremo | –    | 34   | 50   | –    |

## Grand-Tour-Platzierungen
| Grand Tour            | 1966 | 1967 | 1968 | 1969 |
| --------------------- | ---- | ---- | ---- | ---- |
| Vuelta a EspañaVuelta | 4    | 4    | 3    | 2    |
| Giro d’ItaliaGiro     | –    | –    | 8    | –    |
| Tour de FranceTour    | 18   | –    | –    | 11   |

## Bekannte Fahrer
- José Manuel Lasa (1966–1968)
- Domingo Perurena (1966–1969)
- Luis Ocaña (1968–1969)